# شلیفا
شلیفا (به عربی: شلیفا) یک منطقهٔ مسکونی در لبنان است که در شهرستان بعلبک واقع شده‌است. شلیفا ۱٬۰۰۰ متر بالاتر از سطح دریا واقع شده‌است.